# Kanton Mormoiron
Der Kanton Mormoiron war bis 2015 ein französischer Wahlkreis im Département Vaucluse in der Region Provence-Alpes-Côte d’Azur. Er hatte den Hauptort Mormoiron und wurde 2015 im Rahmen einer landesweiten Neugliederung der Kantone aufgelöst.

## Gemeinden
Der Kanton bestand aus zehn Gemeinden:
| Gemeinde                | Einwohner Jahr | Fläche km² | Bevölkerungsdichte | Code INSEE | Postleitzahl |
| ----------------------- | -------------- | ---------- | ------------------ | ---------- | ------------ |
| Bédoin                  | 3.110 (2013)   | 91,03      | 34 Einw./km²       | 84017      | 84410        |
| Blauvac                 | 491 (2013)     | 20,8       | 24 Einw./km²       | 84018      | 84570        |
| Crillon-le-Brave        | 470 (2013)     | 7,63       | 62 Einw./km²       | 84041      | 84410        |
| Flassan                 | 423 (2013)     | 20,6       | 21 Einw./km²       | 84046      | 84410        |
| Malemort-du-Comtat      | 1.633 (2013)   | 11,92      | 137 Einw./km²      | 84070      | 84570        |
| Méthamis                | 405 (2013)     | 36,81      | 11 Einw./km²       | 84075      | 84570        |
| Modène                  | 447 (2013)     | 4,73       | 95 Einw./km²       | 84077      | 84330        |
| Mormoiron               | 1.886 (2013)   | 25,03      | 75 Einw./km²       | 84082      | 84570        |
| Saint-Pierre-de-Vassols | 514 (2013)     | 4,93       | 104 Einw./km²      | 84115      | 84330        |
| Villes-sur-Auzon        | 1.308 (2013)   | 27,08      | 48 Einw./km²       | 84148      | 84570        |